# Het gaat uitstekend
Het gaat uitstekend  is een boek, dat enerzijds de Nederlandse staatssteun in de jaren 1977-1984 en anderzijds de accountantscontroles tot onderwerp heeft. Het boek is geschreven door Pieter Lakeman. De ondertitel luidt: Zwendel en wanbeleid in het Nederlandse bedrijfsleven.
Eén dag voor de verschijning spande Rob Lubbers, een broer van de toenmalige premier, op 5 december 1984 tevergeefs een kort geding aan om het boek te verbieden. Het ging om een passage die meldde dat de familie Lubbers 10 tot 20 miljoen had overgehouden aan de liquidatie van de Nederhorststaalpoot.

## Samenvatting
Tussen het “Woord vooraf” en de “Nagekomen berichten” staan 20 hoofdstukken over bekende en minder bekende bedrijven, die in moeilijkheden kwamen. De auteur meent dat de toezichthoudende accountants faalden in hun controletaak en bovendien gaf in sommige gevallen de Staat der Nederlanden honderden miljoenen guldens aan staatssteun, die de banken opstreken voor of na het faillissement.
De bedrijven Ogem, Koninklijke Scholten-Honig en RSV zijn de bekendste van de bedrijven die ten onder gingen ondanks grootschalige staatssteun. Tevens beschrijft de auteur het begin van de decennia durende conflicten tussen accountant Pieter Lakeman en zijn SOBI met collega’s. Zijn grootste succes uit deze eerste periode lijkt hij te hebben geboekt in 1990 met het zogenaamde Arrest Ogem II.